# IC 1609
IC 1609 ist eine Linsenförmige Galaxie vom Hubble-Typ S0 im Sternbild Phönix am Südsternhimmel. Sie ist schätzungsweise 307 Millionen Lichtjahre von der Milchstraße entfernt und hat einen Durchmesser von etwa 100.000 Lichtjahren. 

Im selben Himmelsareal befindet sich u. a. die Galaxie NGC 324.
Das Objekt wurde am 4. September 1897 von Lewis Swift entdeckt.